# Ritratto di María Luisa de Borbón y Vallabriga
Il Ritratto di María Luisa de Borbón y Vallabriga  è un olio su tela di Francisco Goya, conservato alla Galleria degli Uffizi.

## Storia e descrizione
Questo ritratto rappresenta la contressa María Luisa de Borbón y Vallabriga (1780-1846), figlia del cardinale Luigi Antonio di Borbone-Spagna, arcivescovo di Toledo e di Siviglia e conte di Chinchón che, rinunciata alla porpora, sposò  Maria Teresa di Vallabriga e Rozas. il nonno di María Luisa era Filippo V di Spagna e suo zio Carlo III di Spagna. Ella sposò nel 1797 don Manuel Godoy, ministro del re di Spagna. Sua sorella maggiore era María Teresa de Borbone-Vallabriga, cui Goya fece un ritratto che si conserva al Museo del Prado e che sembra il pendant del dipinto qui presentato e descritto, che arrivò nel 1904, per eredità, nella collezione della famiglia Ruspoli e agli Uffizi nel 1974.
Don Luigi Antonio di Borbone nel 1783 aveva inviato Goya nella sua residenza il palazzo Boadilla del Monte, ad Arena di San Pedro, perché dipingesse ritratti della sua famiglia. Ma questo ritratto non risale a quel tempo, perché allora la contessina era molto più giovane. Lo storico dell'arte Gaya Nuño ha proposto di datare questo dipinto al 1800, anno in cui, secondo una lettera ricevuta da Goya, fu dipinto il ritratto della sorella María Teresa de Borbón Vallabriga; al contrario, la storica dell'arte Rita De Angelis fa risalire il ritratto al 1797, anno del matrimonio della contessa María Luisa de Borbón Vallabriga.
La contessa indossa un abito in puro stile impero, in vaporosa garza di seta bianca, con una larga cintura a nastro, fermata con un fiocco sotto il seno. Dai capelli le scende un'acconciatura di lillà con un velo diafano che, dietro le spalle, le arriva fino ai piedi. La giovane donna è in piedi, stagliandosi da uno sfondo indefinito e senza tempo. L'espressione del suo viso è severa, anzi chiusa nella tristezza che si addice ad una fanciulla nobile, educata in un rigido convento spagnolo.